# Andrés Mazali
Andrés Mazalli (Montevidéu, 22 de julho de 1902 — 30 de outubro de 1975) foi um futebolista uruguaio. fez parte da chamada Celeste Olímpica, conquistando, entre outros títulos, o bicampeonato olímpico em 1924 e 1928. 

## Carreira
Goleiro, é considerado um dos maiores da história do futebol sul-americano. Atuou de 1919 a 1930, no Nacional, defendendo  os  bolsos em 267 partidas, e conquistando o campeonato uruguaio em 1919, 1920, 1922, 1923 e   1924.   E  se    transformando   em   uma personalidade  intercontinental  (uma raridade em sua época)  depois das campanhas vitoriosas da Celeste Olímpica e das  tournées  do  Nacional.
Como arqueiro do selecionado uruguaio foram 20 jogos entre 1923 e 1929. Conquistando além do bicampeonato olímpico, as copas América de 1923, 1924 e 1926. E diversos torneios  internacionais  como as copas Lipton e Newton contra os eternos rivais argentinos.